# 1893年ウィンブルドン選手権
1893年 ウィンブルドン選手権（1893ねんウィンブルドンせんしゅけん、The Championships, Wimbledon 1893）に関する記事。イギリス・ロンドン郊外にある「オールイングランド・ローンテニス・アンド・クローケー・クラブ」にて開催。

## 大会の流れ
- 男子シングルスは1878年、女子シングルスは1886年から「チャレンジ・ラウンド」（Challenge Round, 挑戦者決定戦）と「オールカマーズ・ファイナル」（All-Comers Final）方式で優勝を決定していた。大会前年度優勝者を除く選手は「チャレンジ・ラウンド」に出場し、前年度優勝者への挑戦権を争う。前年度優勝者は、無条件で「オールカマーズ・ファイナル」に出場できる。チャレンジ・ラウンドの勝者と前年度優勝者による「オールカマーズ・ファイナル」で、当年度の選手権優勝者を決定した。
- 初期の女子シングルスでは、チャレンジ・ラウンドにエントリーする選手が少なく、この年は7名のみだった。
- 初期のウィンブルドン選手権のように、外国人出場者が少なかった時期は、地元イギリス人選手の国旗表示を省略する。

## 大会前年度優勝者
- 男子シングルス：ウィルフレッド・バデリー
- 女子シングルス：ロッティ・ドッド
- 男子ダブルス：アーネスト・ルイス＆ハリー・バーロウ

## 男子シングルス

### チャレンジラウンド
準々決勝
- ハリー・バーロウ vs. アーサー・ホールウォード　7-9, 6-2, 10-8, 6-8, 6-1
- ジョシュア・ピム vs.  マンリフ・グッドボディ　8-6, 3-6, 6-3, 6-1
- ハロルド・マホニー vs. ウィルバーフォース・イーブズ　10-8, 11-9, 6-0
- アーチデール・パーマー vs. ネビル・ダーラッチャー　6-3, 6-4, 7-5

準決勝
- ジョシュア・ピム vs. ハリー・バーロウ　9-7, 6-2, 6-3
- ハロルド・マホニー vs. アーチデール・パーマー　3-6, 6-3, 6-3, 6-1

決勝
- ジョシュア・ピム vs.  ハロルド・マホニー　9-7, 6-3, 6-0

### オールカマーズ決勝
- ジョシュア・ピム vs. ウィルフレッド・バデリー　3-6, 6-1, 6-3, 6-2　（ピムが本大会の優勝者になる）

## 女子シングルス

### チャレンジラウンド
1回戦
- エディット・オースチン vs. S・ロビンス　6-2, 6-1
- エディット・モード・シャックル vs. P・レイ　10-8, 6-1
- シャーロット・クーパー vs. ヘンリエッタ・ホーンキャッスル　6-4, 6-1
- ブランチ・ビングリー・ヒルヤード　試合なし → 準決勝へ

準決勝
- エディット・モード・シャックル vs. エディット・オースチン　6-0, 6-2
- ブランチ・ビングリー・ヒルヤード vs. シャーロット・クーパー　6-3, 6-1

決勝
- ブランチ・ビングリー・ヒルヤード vs. エディット・モード・シャックル　6-3, 6-2

### オールカマーズ決勝
- ロッティ・ドッド vs. ブランチ・ビングリー・ヒルヤード　6-8, 6-1, 6-4　（ドッドが本大会の優勝者になる）

## 決勝戦の結果
男子シングルス
- ジョシュア・ピム vs. ウィルフレッド・バデリー　3-6, 6-1, 6-3, 6-2　［オールカマーズ決勝］

女子シングルス
- ロッティ・ドッド vs. ブランチ・ビングリー・ヒルヤード　6-8, 6-1, 6-4　［オールカマーズ決勝］

男子ダブルス
- ジョシュア・ピム＆ フランク・ストーカー vs. アーネスト・ルイス＆ハリー・バーロウ　4-6, 6-3, 6-1, 2-6, 6-0　［オールカマーズ決勝］